# Uppknytning

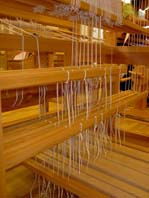
Uppknytningen är avsevärt lättare sen de syntetiska snörena introducerades.

Uppknytning vid uppsättningar av varp i vävstolen innefattar monteringen av nickepinnar, anslutningen mellan trampor och solvskaft och i förekommande fall lattor däremellan.